# Saint-Nicolas-lès-Cîteaux
Saint-Nicolas-lès-Cîteaux – miejscowość i gmina we Francji, w regionie Burgundia-Franche-Comté, w departamencie Côte-d’Or.
Według danych na rok 1990 gminę zamieszkiwało 400 osób, a gęstość zaludnienia wynosiła 14 osób/km² (wśród 2044 gmin Burgundii Saint-Nicolas-lès-Cîteaux plasuje się na 529. miejscu pod względem liczby ludności, natomiast pod względem powierzchni na miejscu 203.).
W miejscowości znajduje się pierwszy klasztor cystersów - opactwo Matki Bożej w Cîteaux, obecnie należący do trapistów. Jest ono miejscem wytwarzania sera Abbaye de Cîteaux.